# Divisione Nazionale 1928-1929 (rugby a 15)
La Divisione Nazionale 1928-29 fu il 1º campionato nazionale italiano di rugby a 15 di prima divisione.
Si tenne dal 13 febbraio 1929 al 15 giugno 1929 tra 6 squadre e fu vinto dall'Ambrosiana, compagine milanese poi divenuta nota come Amatori Milano.
L'incontro di apertura del torneo avrebbe dovuto essere G.S. Michelin - Ambrosiana il 12 febbraio 1929 al velodromo Umberto I di Torino, ma le condizioni del tempo ne causarono il rinvio.
La finale si tenne tra l'Ambrosiana e la S.S. Lazio: all'andata al P.N.F vinsero i romani per 5-0, mentre al ritorno si impose la squadra milanese per 10-3; nello spareggio di Bologna, infine, l'Ambrosiana vinse 3-0 e si aggiudicò il primo scudetto del rugby italiano.

## Squadre partecipanti
| Girone A               | Girone B                |
| ---------------------- | ----------------------- |
| Ambrosiana (Milano)    | Bologna                 |
| XV Leonessa (Brescia)  | S.S. Lazio (Roma)       |
| G.S. Michelin (Torino) | Leoni S. Marco (Padova) |

## Formula
Le 6 squadre furono divise in due gironi da tre ciascuno; le vincenti dei due gironi disputarono la finale in gara di andata e ritorno; fu necessaria una terza gara di spareggio in quanto le due finaliste vinsero un incontro ciascuno.

## Prima fase

### Girone A
| Andata | Incontro                      | Ritorno |
| ------ | ----------------------------- | ------- |
| 19-0   | Ambrosiana - Michelin Torino  | 24-0    |
| 0-0    | Michelin Torino - XV Leonessa | 0-3     |
| 17-0   | Ambrosiana - XV Leonessa      | 6-0     |

#### Classifica
| Pos | Squadra       | G | V | N | P | PF | PS | P±  | PT |
| --- | ------------- | - | - | - | - | -- | -- | --- | -- |
| A1  | Ambrosiana    | 4 | 4 | 0 | 0 | 66 | 0  | 66  | 8  |
| A2  | XV Leonessa   | 4 | 1 | 1 | 2 | 3  | 23 | −20 | 2  |
| A3  | G.S. Michelin | 4 | 0 | 1 | 3 | 0  | 46 | −46 | 1  |

### Girone B
| Andata | Incontro                  | Ritorno |
| ------ | ------------------------- | ------- |
| 6-0    | Lazio - Leoni San Marco   | 20-6    |
| 9-3    | Lazio - Bologna           | 6-0     |
| 6-6    | Leoni San Marco - Bologna | 0-3     |

#### Classifica girone B
| Pos | Squadra        | G | V | N | P | PF | PS | P±  | PT |
| --- | -------------- | - | - | - | - | -- | -- | --- | -- |
| B1  | S.S. Lazio     | 4 | 4 | 0 | 0 | 41 | 9  | 32  | 8  |
| B2  | Bologna        | 4 | 1 | 1 | 2 | 12 | 21 | −9  | 3  |
| B3  | Leoni S. Marco | 4 | 0 | 1 | 3 | 12 | 35 | −23 | 1  |

## Finale

### Andata
| Arbitro: | Léopold Mailhan |

|              |    |  |
| Vinci IV 44’ | mt |  |
| Bigi 44’     | tr |  |

### Ritorno
| Arbitro: | Léopold Mailhan |

|                         |    |              |
| Vismara 52’ Baumann 60’ | mt | 36’ Vinci IV |
| Maffioli 52’, 60’       | tr |              |

### Spareggio
| Arbitro: | Henri Lahitte |

|                |    |  |
| Caccianiga 36’ | mt |  |

## Verdetti
- Ambrosiana: campione d'Italia.